# Maguy Nestoret
Maguy Antoinette Nestoret, później Ontanon (ur. 28 lipca 1969 w Vitry-sur-Seine) – francuska lekkoatletka, sprinterka, mistrzyni igrzysk śródziemnomorskich, olimpijka.

## Życiorys
Odpadła w eliminacjach biegu na 200 metrów na mistrzostwach Europy w 1990 w Splicie. Zajęła 3. miejsce w tej konkurencji w zawodach superligi pucharu Europy w 1991 we Frankfurcie.
Zwyciężyła w sztafecie 4 × 100 metrów (która biegła w składzie: Magalie Simioneck, Nestoret, Fabienne Ficher i Valérie Jean-Charles)  i zdobyła srebrny medal w biegu na 100 metrów na igrzyskach śródziemnomorskich w 1991 w Atenach. Na mistrzostwach świata w 1991 w Tokio zajęła 5. miejsce w sztafecie 4 × 100 metrów i odpadła w półfinale biegu na 200 metrów. Odpadła w eliminacjach biegu na 200 metrów na igrzyskach olimpijskich w 1992 w Barcelonie.
Zwyciężyła w biegu na 200 metrów i w sztafecie 4 × 100 metrów (w składzie: Patricia Girard, Odiah Sidibé, Nestoret i Jean-Charles) na igrzyskach śródziemnomorskich w 1993 w Narbonie. Odpadła w ćwierćfinale biegu na 100 metrów na mistrzostwach świata w 1993 w Stuttgarcie. Sztafeta 4 × 100 metrów z jej udziałem została zdyskwalifikowana w eliminacjach na mistrzostwach Europy w 1994 w Helsinkach. Nestoret odpadła w eliminacjach biegu na 100 metrów na mistrzostwach świata w 1995 w Göteborgu. Zajęła 5. miejsce w tej konkurencji i 4. miejsce w sztafecie 4 × 100 metrów na uniwersjadzie w 1995 w Fukuoce.
Była mistrzynią Francji w biegu na 200 metrów w 1993, wicemistrzynią w biegu na 100 metrów w 1992 i w biegu na 200 metrów w 1995, a także brązową medalistką w biegu na 100 metrów w 1994 oraz w biegu na 200 metrów w 1990, 1992 i 1994. W hali była mistrzynią Francji w 1993 oraz wicemistrzynią na tym dystansie w 1991 i 1992.

## Rekordy życiowe
Rekordy życiowe Nestoret:
- bieg na 60 metrów (hala) – 7,40 s (18 lutego 1995, Bordeaux)
- bieg na 100 metrów – 11,36 s (19 lipca 1991, Saint-Denis)
- bieg na 200 metrów – 23,15 s (18 maja 1991, Levallois-Perret)
- bieg na 200 metrów (hala) – 23,65 s (13 lutego 1993, Liévin)